# Championnat d'Écosse de football 1902-1903
Navigation
Édition précédente Édition suivante
La 13e édition du championnat d'Écosse de football est remportée par le Hibernian Football Club. C’est le premier titre national du club d’Édimbourg. Il gagne avec six points d’avance sur  Dundee FC. Les Rangers FC complètent le podium. 
Le championnat se réorganise et passe à 12 clubs.
À la fin de la 12e saison, aucun club n’est relégué. À l’opposé, deux clubs voient leurs dossiers acceptés par les clubs de première division et sont donc promus en première division. Partick Thistle FC fait son retour dans l’élite et Port Glasgow Athletic y fait sa toute première apparition.
Avec 14 buts marqués, David Reid de Hibernian FC  remporte le titre de meilleur buteur du championnat.

## Les clubs de l'édition 1902-1903
| Club                                | Ville      |
| ----------------------------------- | ---------- |
| Celtic Football Club                | Glasgow    |
| Dundee Football Club                | Dundee     |
| Greenock Morton Football Club       | Greenock   |
| Heart of Midlothian Football Club   | Édimbourg  |
| Hibernian Football Club             | Leith      |
| Kilmarnock Football Club            | Kilmarnock |
| Partick Thistle Football Club       | Glasgow    |
| Port Glasgow Athletic Football Club | Glasgow    |
| Queen's Park Football Club          | Glasgow    |
| Rangers Football Club               | Glasgow    |
| Saint Mirren Football Club          | Paisley    |
| Third Lanark Athletic Club          | Glasgow    |

## Compétition

### Classement
Le classement est établi sur le barème de points classique (victoire à 2 points, match nul à 1, défaite à 0).
| Rang | Équipe                | Pts | J  | G  | N  | P  | Bp | Bc | Diff |
| ---- | --------------------- | --- | -- | -- | -- | -- | -- | -- | ---- |
| 1    | Hibernian FC          | 37  | 22 | 16 | 5  | 1  | 48 | 18 | +30  |
| 2    | Dundee FC             | 31  | 22 | 13 | 5  | 4  | 31 | 12 | +19  |
| 3    | Rangers FC            | 29  | 22 | 12 | 5  | 5  | 56 | 24 | +32  |
| 4    | Heart of Midlothian   | 28  | 22 | 11 | 6  | 5  | 46 | 27 | +19  |
| 5    | Celtic FC             | 26  | 22 | 8  | 10 | 4  | 36 | 30 | +6   |
| 6    | Saint Mirren          | 22  | 22 | 7  | 8  | 7  | 36 | 30 | +6   |
| 7    | Third Lanark AC       | 21  | 22 | 8  | 5  | 9  | 34 | 27 | +7   |
| 8    | Partick Thistle FC    | 19  | 22 | 6  | 7  | 9  | 34 | 50 | -16  |
| 9    | Kilmarnock FC         | 16  | 22 | 6  | 4  | 12 | 24 | 43 | -19  |
| 10   | Queen's Park FC       | 15  | 22 | 5  | 5  | 12 | 33 | 48 | -15  |
| 11   | Port Glasgow Athletic | 11  | 22 | 3  | 5  | 14 | 26 | 49 | -23  |
| 12   | Greenock Morton       | 9   | 22 | 2  | 5  | 15 | 22 | 55 | -33  |

|  | Champion d'Écosse |
|  | Relégation        |

## Bilan de la saison
| Tableau d'Honneur                |              |
| Compétition                      | Vainqueur    |
| Championnat d'Écosse de football | Hibernian FC |
| Coupe d'Écosse de football       | Rangers FC   |

| Promotions et relégations |                             |
| Promus                    | Motherwell FC Airdrieonians |
| Relégués                  | Aucun                       |

## Statistiques

### Meilleur buteur
- David Reid, Hibernian FC,   14 buts